# Jüdischer Friedhof (Göllheim)

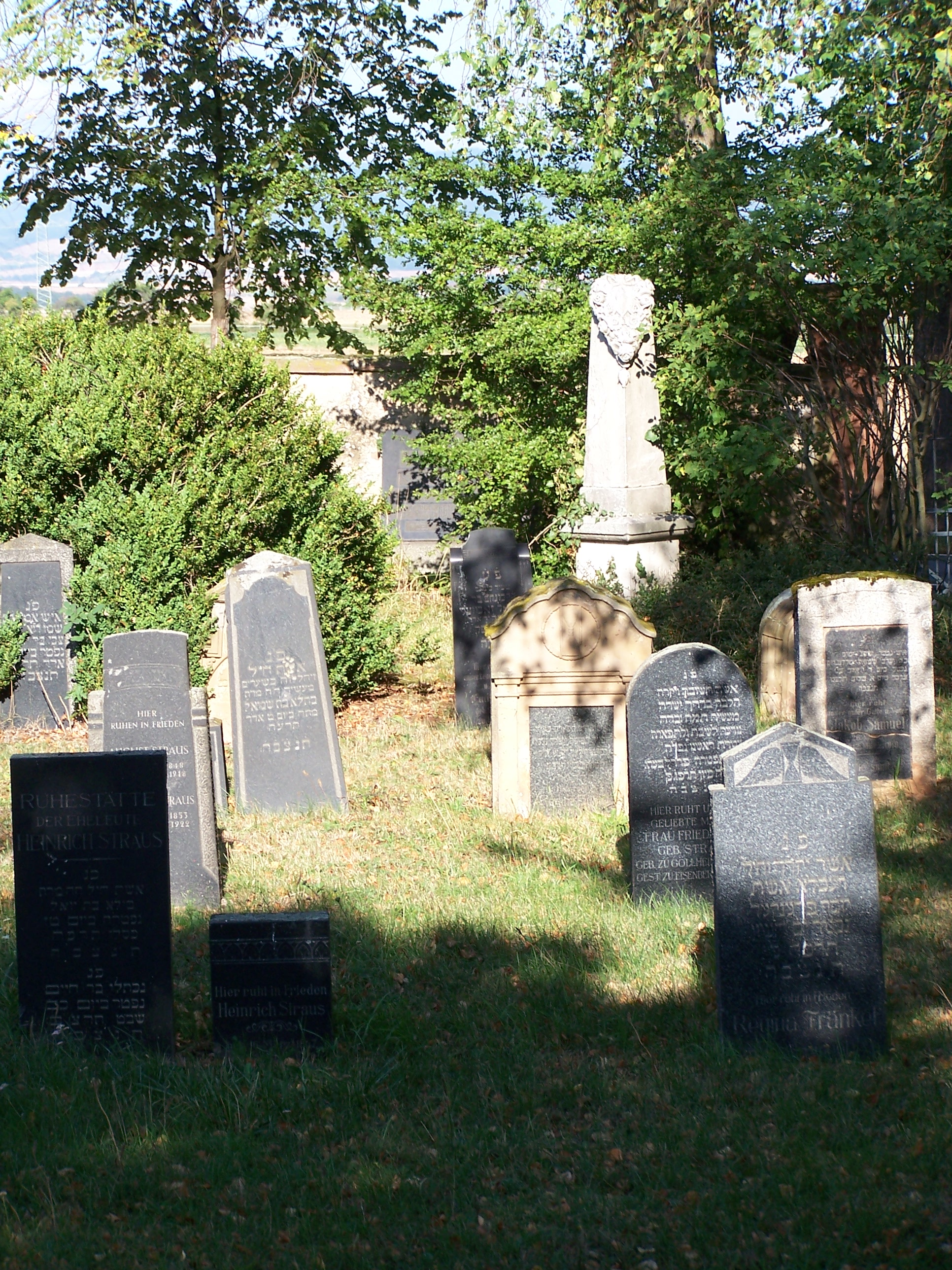
Grabsteine des neuen jüdischen Friedhofs Göllheim

Der Jüdische Friedhof Göllheim ist ein Friedhof in der Ortsgemeinde Göllheim im Donnersbergkreis in Rheinland-Pfalz. 
Der jüdische Friedhof liegt südwestlich des Ortes westlich der B 47 an der Landesstraße L 396.
Auf dem 701 m² großen Friedhof, der 1893 angelegt und bis zum Jahr 1939 belegt wurde, befinden sich 38 Grabsteine, darunter ein Marmorobelisk. Die Grabsteine tragen Familiennamen wie Straus, Lonsbach, Hecht, Freiberg, Felsenthal, Eckhaus, Moses, Marx, Samuel, Fränkel, Wälder und Weinmann.

## Alter Friedhof
Ein alter jüdischer Friedhof liegt etwa 450 Meter südöstlich des neuen Friedhofs. Er wurde um 1700 angelegt und bis zum Jahr 1893 belegt. Es sind keine Grabsteine mehr vorhanden. Dieser Friedhof wurde auch von den Juden in Biedesheim und Kerzenheim genutzt. Der ursprünglich 2191 m² große 
Friedhof ist äußerlich nur noch als kleines Wäldchen zu erkennen. Er wird nicht mehr gepflegt.